# LU Девы
LU Девы (лат. LU Virginis), HD 116914 — тройная звезда в созвездии Девы на расстоянии приблизительно 732 световых лет (около 224 парсек) от Солнца.
Пара первого и второго компонентов — двойная затменная переменная звезда типа Беты Лиры (EB:) или эллипсоидальная переменная звезда (ELL). Звёздная величина диапазона Hp звезды — от +8,16m до +7,88m. Орбитальный период — около 0,4922 суток (11,814 часа).
Открыта проектом Hipparcos*.

## Характеристики
Первый компонент — белая звезда спектрального класса A0, или A2III-IV. Масса — около 2,108 солнечной, радиус — около 2,774 солнечного, светимость — около 23,067 солнечной. Эффективная температура — около 7815 K.
Третий компонент — коричневый карлик. Масса — около 45,51 юпитерианской. Удалён в среднем на 1,918 а.е..